# Морозов, Андрей Игоревич
Андрей Игоревич Морозов (род. 20 января 1968) — полковник Вооружённых Сил Российской Федерации, Герой Российской Федерации (2000).

## Биография
Андрей Морозов родился 20 января 1968 года в посёлке Атиге (ныне — Нижнесергинский район Свердловской области). Окончил среднюю школу и Ташкентское высшее командное танковое училище.
В октябре 1999 года гвардии подполковник Андрей Морозов, к тому времени занимавший должность командира мотострелкового батальона 506-го гвардейского мотострелкового полка 27-й гвардейской мотострелковой дивизии Уральского военного округа, был направлен на Северный Кавказ. Батальон Морозова успешно действовал во время боёв на Терском хребте, скрыто подобравшись к позициям боевиков и атаковав их с тыла. В декабре 1999 года батальон был передан в состав группировки «Север». В ночь с 11 на 12 декабря 1999 года он штурмом взял посёлок Ханкала, уничтожив 70 боевиков, захватив либо уничтожив 8 миномётов, при этом со своей стороны батальон потерь практически не имел, за исключением нескольких раненых. В январе 2000 года батальон Морозова принимал активное участие в боях за Грозный.
Указом Президента Российской Федерации от 14 марта 2000 года за «мужество и героизм, проявленные в ходе проведения контртеррористической операции на территории Северо-Кавказского региона» гвардии подполковник Андрей Морозов был удостоен высокого звания Героя Российской Федерации с вручением медали «Золотая Звезда» за номером 600.
В 2002 году Морозов окончил Общевойсковую академию Вооружённых Сил Российской Федерации. В настоящее время в звании полковника продолжает службу в ВС РФ.
Также награждён орденом Мужества и рядом медалей.